# Rio Beica (Olt)
O Rio Beica é um rio da Romênia afluente do Olt atráves do Oporelu Canal, localizado no distrito de Vâlcea,

Olt.